# یوری اوشاکوف
یوری ویکتورویچ اوشاکوف (به روسی: Юрий Викторович Ушаков به انگلیسی: Yuri Viktorovich Ushakov; ۱۳ مارس ۱۹۴۷) سیاستمدار و دیپلمات اهل روسیه است که از سال ۲۰۱۲ به عنوان دستیار رئیس جمهور روسیه در امور سیاست خارجی خدمت کرده است. وی از سال ۱۹۹۸ تا ۲۰۰۸، سفیر روسیه در ایالات متحده آمریکا بوده و برندهٔ جوایزی همچون نشان الکساندر نوسکی، نشان دوستی و نشان افتخار فدراسیون روسیه می‌باشد.

## اوایل کار
اوشاکوف فارغ‌التحصیل پژوهشکده دولتی روابط بین‌المللی مسکو (MGIMO) است و در سال ۱۹۷۰ وارد وزارت امور خارجه شوروی شد. در همان سال به سفارت شوروی در کپنهاگ اعزام شد. پس از بازگشت به مسکو، در بخش کشورهای اسکاندیناوی، در دبیرخانه عمومی مشغول به کار شد. او دوره‌های آموزشی پیشرفته را در آکادمی دیپلماتیک به پایان رساند و از پایان‌نامه دکترای علوم خود در مورد سیاست خارجی کشورهای شمال اروپا دفاع کرد.
وی از سال ۱۹۸۶ تا ۱۹۹۲، مشاور و سفیر اتحاد جماهیر شوروی و سپس روسیه در دانمارک بود. از سال ۱۹۹۲ تا ۱۹۹۶، ریاست دپارتمان همکاری اروپایی وزارت امور خارجه روسیه را بر عهده داشت و از سال ۱۹۹۶ تا ۱۹۹۸، سفیر روسیه در سازمان امنیت و همکاری اروپا (OSCE) بود. از ژانویه ۱۹۹۸ تا مارس ۱۹۹۹ نیز، معاون وزیر امور خارجه در امور همکاری با سازمان ملل متحد ، مسائل حقوقی و بشردوستانه بوده است.
وی در دسامبر ۱۹۹۸ به عنوان سفیر روسیه در ایالات متحده و ناظر دائم در سازمان کشورهای آمریکایی منصوب شد.
او تا زمان جایگزینی‌اش در تاریخ ۳۱ مه ۲۰۰۸ با سرگئی کیسلیاک این مقام را بر عهده داشت.
اوشاکوف از ژوئن ۲۰۰۸ تا مه ۲۰۱۲، معاون رئیس ستاد دولت روسیه بود و از مه ۲۰۱۲ نیز دستیار رئیس جمهور روسیه و مسئول امور بین الملل در اداره ریاست‌جمهوری روسیه بوده است.
وی در ژوئن ۲۰۱۹ گفت که ولادیمیر پوتین، رئیس جمهور روسیه و شی جین پینگ رئیس جمهور چین، اعلامیه جدیدی را در مورد «مشارکت جهانی و همکاری استراتژیک خود که وارد دوران جدیدی می‌شوند» امضا خواهند کرد و گفت که «مواضع روسیه و چین در اکثر مسائل بین‌المللی بسیار نزدیک یا کاملاً منطبق است.»
او در فوریه ۲۰۲۲ هشدارهای ایالات متحده مبنی بر اینکه روسیه قصد حمله به اوکراین را دارد، رد کرد و گفت: «ما نمی‌فهمیم که چرا آنها اطلاعات نادرستی درباره نیات روسیه منتشر می‌کنند.»
در ژوئیه ۲۰۲۳ به رسانه‌های روسی گفت که ۴۹ کشور از ۵۴ کشور آفریقایی، مشارکت هیئت‌های خود را در اجلاس روسیه-آفریقا در سال ۲۰۲۳ در سن پترزبورگ تأیید کرده‌اند.

## زندگی شخصی
خانواده اوشاکوف شامل او، همسرش و یک دخترش می‌شود. طبق اظهارنامه درآمد، اوشاکوف در سال ۲۰۱۸، ۸,۷۳۶,۰۴۳ روبل درآمد داشته است. در سال ۲۰۲۲، تحقیقات نشریه "متلا" نشان داد که خانواده اوشاکوف صاحب املاک و مستغلاتی به ارزش بیش از ۷۰۰ میلیون روبل هستند. علاوه بر این، یوری اوشاکوف به زبان‌های انگلیسی و دانمارکی مسلط است.

## افتخارات

### افتخارات روسیه
- نشان وزارت امور خارجه «به خاطر مشارکت در همکاری‌های بین‌المللی» (۲۰۱۷)[۸]
- مدال «برای مشارکت در ایجاد اتحادیه اقتصادی اوراسیا » درجه یک (۲۰۱۵)[۹]
- نشان سرافیم ساروف، درجه دو (۲۰۱۳)[۱۰]
- نشان دوستی (۲۰۰۸)[۱۱]
- نشان لیاقت میهن‌پرستی، درجه ۴ (۲۰۰۷)[۱۲]
- کارمند محترم سرویس دیپلماتیک فدراسیون روسیه (۲۰۰۶)[۱۳]
- مدال نشان افتخار (۲۰۰۴)[۱۴]
- مدال نشان «شایستگی برای میهن» ، درجه دو (۱۹۹۶)[۱۵]
- کارگر افتخاری وزارت امور خارجه فدراسیون روسیه[۱۶]

### افتخارات خارجی
- نشان مناس، درجه ۳ (قرقیزستان ۲۰۱۷)[۱۷][۱۸]
- نشان دوستی، درجه دو (قزاقستان ۲۰۱۹)[۱۹]
- نشان پرچم صربستان، درجه دو (صربستان ۲۰۱۹)[۲۰]

### رتبه دیپلماتیک
- سفیر فوق‌العاده و تام‌الاختیار، درجه یک (۱۸ مارس ۱۹۹۲)[۲۱]
- سفیر فوق‌العاده و تام‌الاختیار (۱۰ نوامبر ۱۹۹۵)[۲۲]